# Brigada
Brigada (hrv. zdrug, arh. sdrug), viša taktička vojna jedinica združenih rodova kopnene vojske, obično se sastoji od dviju do pet bojni, ovisno o vojskama, razdoblju, zadaćama i misijama. Brigada može biti u sastavu više jedinice - divizije (zbora), a često je samostalna i operativno nezavisna. Niža postrojba od brigade je bojna, a tradicijski pukovnija.
Brigadom su u prošlosti zapovjedali brigadni generali, ali u većini modernih vojski brigadom zapovjedaju časnici s činom brigadira.
Brigada može imati u svom sastavu od 1500 do 5000 vojnika. Nešto je veća ili jednaka od pukovnija, a koje su u modernim vojskama uglavnom izgubile značaj, te su uglavnom zamijenjene brigadama.
Ovisno o sastava i osnovnom naoružanju, brigada može biti: 
- gardijska,
- pješačka,
- oklopna,
- planinska,
- lako jurišna i dr.

Jačina brigade ovisi o namjeni i naoružanju.
Gardijska brigada je posebno opremljena i uvježbana elitna vojna formacija oružanih snaga. Namijenjena je za izvršavanje odlučujućeg udarnog djelovanja po neprijateljskim postrojbama u svim uvjetima. Ovisno o namjeni i osnovnom naoružanju može biti pješačka, padobranska, oklopno-mehanizirana, lako jurišna i dr. Gardijske brigade imaju u svom sastavu sve oružane snage svijeta.
NATO-va taktička oznaka za brigadu je